# Anders Edholm
Anders Olof Edholm, född 30 januari 1970 i Västerås-Barkarö församling, Västmanlands län, är en svensk politiker (moderat). Han var från den 12 oktober 2017 till 28 februari 2019 Moderaternas vice partisekreterare, med ansvar för organisationen. Dessförinnan var Edholm Moderaternas partisekreterare mellan juli och oktober 2017.
Edholm var politisk rådgivare i Europaparlamentet åren 1995 till 1996, efter att ha varit kampanjledare för organisationen Ja till Europa inför folkomröstningen om EU-medlemskapet 1994. Kampanjen ledde till att Sverige röstade för att ingå i unionen. Åren 1997 till 2011 var Edholm anställd inom Electrolux-koncernen, där han under de sista åren var koncernens kommunikationschef. Från 2011 till 2017 var han anställd på Svenskt Näringsliv som bland annat chef för regionala frågor och strategisk opinionsbildning. 
Edholm tillträdde som biträdande partisekreterare för Moderaterna i april 2017. Från den 2 juni 2017 var han tillförordnad partisekreterare, efter att Tomas Tobé lämnat uppdraget. Den 7 juli 2017 utsågs han till ordinarie partisekreterare. Efter att Ulf Kristersson valts till partiledare i oktober 2017, utsågs Gunnar Strömmer till ny partisekreterare den 3 oktober 2017, varvid Edholm utsågs till vice partisekreterare för Moderaterna från och med den 12 oktober.
Edholm återgick till Svenskt Näringsliv den 1 mars 2019 då som chef för organisationens EU-kontor i Bryssel. Sen den 1 februari 2021 är han kommunikationsdirektör i SCA, Europas största privata skogsägare och tillverkare av trävaror, pappersmassa, containerboard och förnybar energi.